# Aartsbisdom Ciudad Bolívar
Het aartsbisdom Ciudad Bolívar (Latijn: Archidioecesis Civitatis Bolivarensis) is een rooms-katholiek aartsbisdom met als zetel Ciudad Bolívar, in Venezuela. De aartsbisschop van Ciudad Bolívar is metropoliet van de kerkprovincie Ciudad Bolívar, waartoe ook de suffragane bisdommen Ciudad Guayana en Maturín behoren.

## Geschiedenis
Het aartsbisdom werd opgericht op 20 mei 1790, als het bisdom Guayana, uit delen van het bisdom Puerto Rico, en was suffragaan aan het aartsbisdom Caracas. Op 2 januari 1953 veranderde het van naam naar bisdom Ciudad Bolívar. Op 21 juni 1958 werd het verheven tot metropolitaan aartsbisdom. 

## Parochies
Het aartsbisdom had in 2021 een oppervlakte van 109.769 km2 en telde 670.000 inwoners waarvan 95,1% rooms-katholiek was.

## Ordinarii

### Bisschoppen
- Francisco de Ibarra y Herrera (19 december 1791 - 14 december 1798)
- José Antonio García Mohedano (11 augustus 1800 - 17 oktober 1804)
- Mariano Talavera y Garcés (22 december 1828 - 1842)
- Mariano Fernández Fortique (12 juli 1841 - 6 februari 1854)
- José Manuel Arroyo y Niño (19 juni 1856 - 30 november  1884)
- Manuel Felipe Rodríguez Delgado (30 juli 1885 - 13 december 1887)
- Antonio María Durán (25 september 1891 - 18 juli 1917)
- Sixto Sosa Díaz (5 december 1918 - 16 juni 1923; apostolisch administrator sinds 14 juni 1915)
- Miguel Antonio Mejía (22 juni 1923 - 6 oktober 1947)

### Aartsbisschoppen
- Juan José Bernal Ortiz (21 oktober 1949 - 25 juli 1965)
  - Tomás Enrique Márquez Gómez (hulpbisschop: 25 juni 1963 - 30 november 1966)
- Crisanto Darío Mata Cova (30 april 1966 - 26 mei 1986)
  - Francisco de Guruceaga Iturriza (hulpbisschop: 31 maart 1967 - 18 juni 1969)
  - José de Jesús Nuñez Viloria (hulpbisschop: 8 januari 1982 - 13 januari 1987)
- Medardo Luis Luzardo Romero (26 mei 1986 - 27 augustus 2011)
- Ulises Antonio Gutiérrez Reyes (27 augustus 2011 - heden)

Ciudad Bolívar (aartsbisdom) · Ciudad Guayana · Maturín